# Christa Rigozzi

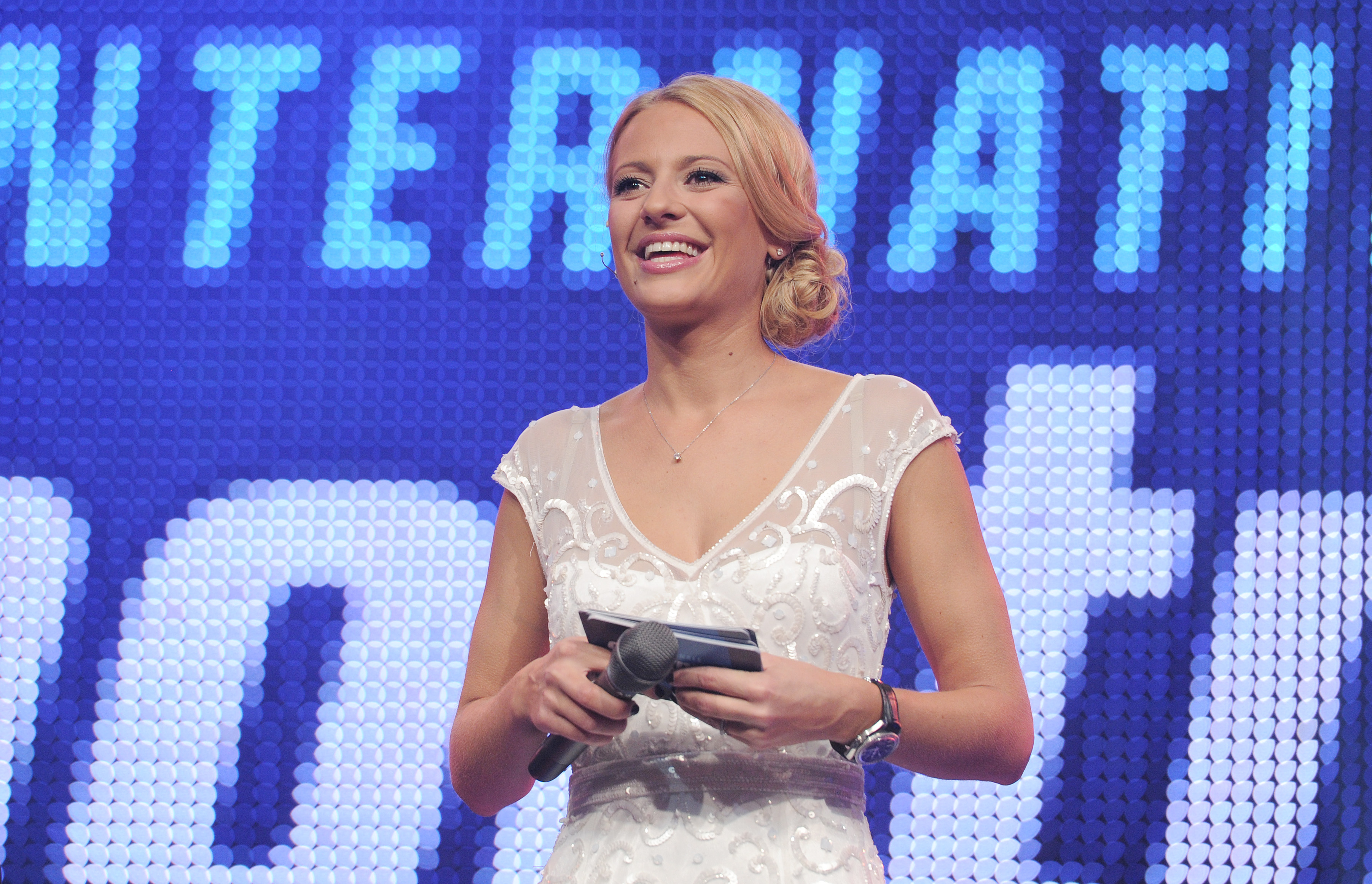
Christa Rigozzi (2014)

Christa Rigozzi (* 2. Mai 1983 in Monte Carasso, Kanton Tessin) ist eine Schweizer Moderatorin und Model.

## Werdegang
Am 9. September 2006 wurde sie in Genf zur Miss Schweiz 2006 gewählt. Seit Melanie Winiger 1996 ist sie die erste Miss Schweiz aus dem Kanton Tessin. Zum Zeitpunkt ihres Titelgewinns studierte sie Medien- und Kommunikationswissenschaften an der Universität Freiburg und Kriminologie und Strafrecht an der Universität Bern. Nach dem Miss-Jahr schloss Rigozzi ihr Studium der Kommunikationswissenschaft und Kriminologie an der Universität Freiburg mit der Note 5,5 ab. Sie spricht fliessend fünf Sprachen.
Im Jahr 2007 vertrat sie die Schweiz bei der Miss-Universe-Wahl. und moderierte die Miss-Schweiz-Wahl 2008 im Schweizer Fernsehen. Seit dem Sommer 2010 co-moderiert sie die Kuppelsendung «Bauer, ledig, sucht...» an der Seite von Marco Fritsche auf dem Schweizer Privatsender 3plus. 2011, 2012 und 2015 sass Christa Rigozzi an der Seite von Musiker DJ Bobo und Moderator Roman Kilchsperger in der Jury der Castingshow «Die grössten Schweizer Talente», die vom Schweizer Fernsehen ausgestrahlt wurde. Im Dezember 2015 moderierte sie zusammen mit Sven Epiney und Mélanie Freymond die Verleihung des SwissAward. 2020 übernahm sie zusammen mit Max Loong die Moderation der dritten Staffel von The Voice of Switzerland. In The Masked Singer Switzerland war sie in der zweiten Staffel Jurymitglied des Rateteams 
Seit 2010 ist Rigozzi mit ihrem langjährigen Freund Giovanni Marchese verheiratet. Das Paar wurde Ende 2016 Eltern von Zwillingsmädchen. Sie ist Botschafterin der Swiss Malaria Group und der Stiftung Wunderlampe, früher war sie Botschafterin von Leukerbad.

## Bücher
- Selfissimo. Alles, was du noch nicht von mir weisst. Monte C, Zürich 2016, ISBN 978-3-033-05667-1.